# عادل طویل
عادل طویل (متولد مرداد ۱۵، ۱۹۷۸ در برلین آلمان) , خواننده و ترانه‌سرا و تهیه‌کننده موسیقی است. علاوه بر ترانه انفرادی، او عضو گروه دو نفره پاپ Ich + Ich (به فارسی من و من) است. او پیش از این عضو گروه The Boyz بود.

## خانواده
عادل در آلمان متولد شد. پدرش صلاح طویل مصری و مادرش فاطمه طویل تونسی است. عادل فرزند اول از سه فرزند آنهاست. برادر کوچکترش محمد و خواهرش راشا نام دارند.
در سال ۲۰۱۱ او با جاسمین وبر ازدواج کرد.
در سال ۲۰۱۴ آنها از هم جدا شدند.

## موسیقی حرفه‌ای
در اواخر دهه ۱۹۹۰ میلادی عادل عضو گروه The Boyz بود. از سال ۲۰۰۴ او و آنته هومپه گروه دو نفره Ich + Ich را تأسیس کرده‌اند. آنها سه آلبوم Ich + Ich (2005), Vom Selben Stern (2007) and Gute Reise (2009) را ارائه کرده‌اند.
در سال ۲۰۰۷ عادل آهنگی به نام "Prison Break Anthem (Ich glaub' an dich)" را با آزاد آزادپور برای تیتراژ آغاز سریال فرار از زندان (مجموعه تلویزیونی) ارائه کرد.
در نوامبر ۸، ۲۰۱۳ او اولین آلبوم انفرادی خود به نام "Lieder" در آلمان ارائه کرد.

## دیسکوگرافی

### آلبوم
آلبوم انفرادی
- 2013: Leider

با The Boyz
- 1997: Boyz In Da House
- 1998: Next Level
- 1999: All the Best and Goodbye

با Ich + Ich
- 2005: Ich + Ich
- 2007: Vom selben Stern
- 2009: Gute Reise

### تک‌آهنگ
تک آهنگ انفرادی
2013: Lieder
Aschenflug (feat. Prinz Pi & Sido)
2014: Weinen
Zuhause (feat. Matisyahu)
Kartenhaus :2015
Unsere Lieder
تک‌آهنگ با The Boyz
```
 1997: "Round and Round"
```

1997: "Let Me Show You The Way"

1998: "One Minute"

1998: "Shame"

1998: "I Like"

1998: "God Bless"

1999: "Memories"
تک‌آهنگ با Ich + Ich
```
 2004: "Geht’s dir schon besser?"
```

2005: "Du erinnerst mich an Liebe"

2005: "Dienen"

2005: "Umarme Mich"

2007: "Vom selben Stern"

2007: "Stark"

2008: "So soll es bleiben"

2008: "Nichts bringt mich runter"

2008: "Wenn ich tot bin"

2009: "Pflaster"

2010: "Einer von Zweien"

2010: "Universum"

2010: "Hilf Mir"